# Johann Neheim
Johann Neheim (* im 16. Jahrhundert; † 1596) war Domherr in Münster.

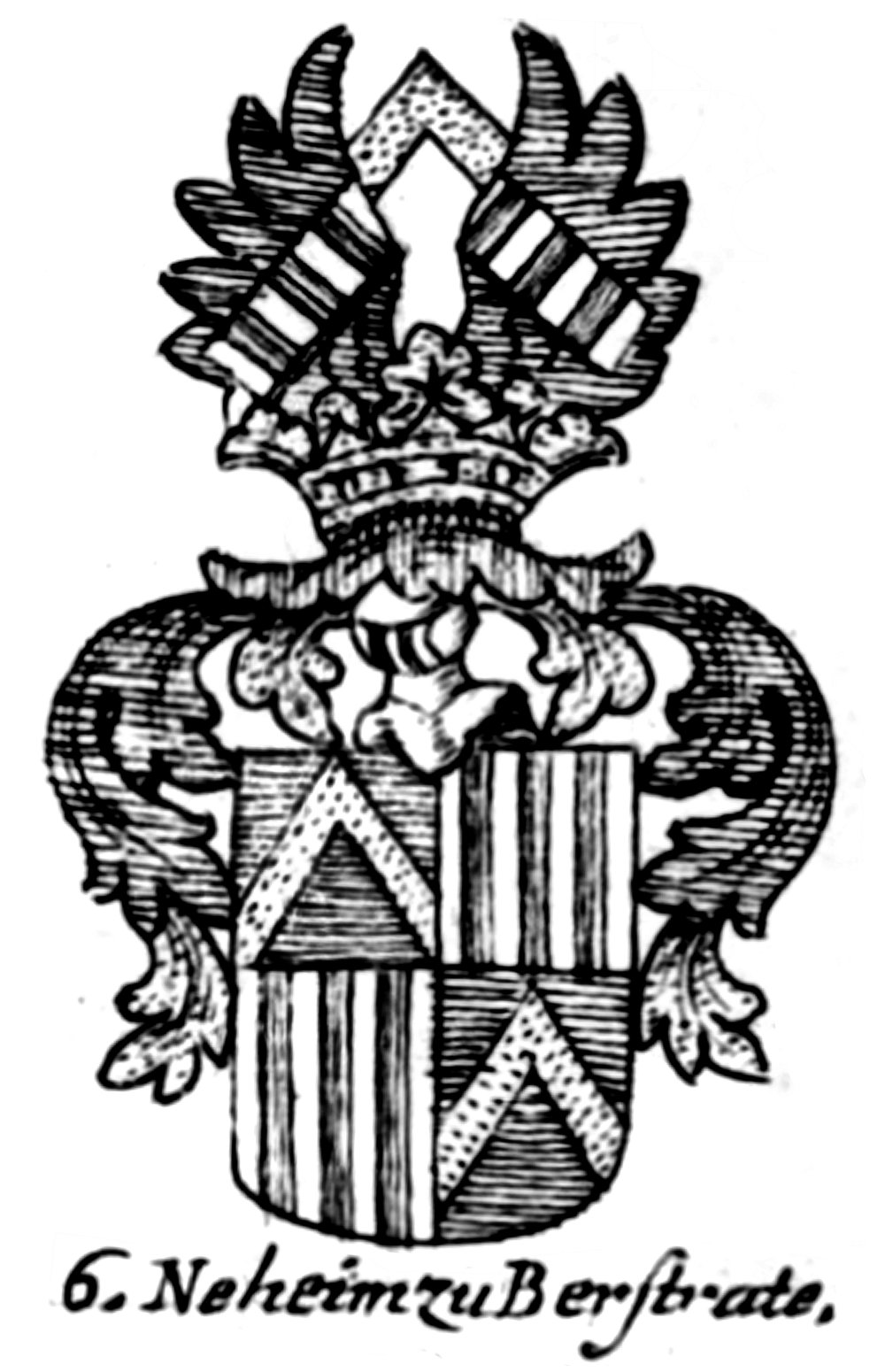
Wappen derer von Neheim zu Berstrate

## Leben
Johann von Neheim entstammte dem westfälischen Adelsgeschlecht Neheim. Er war der Sohn des Dietrich von Neheim zu Niederwerrries († nach 1562) und dessen Gemahlin Anna Nagel und zudem Enkel des Johann von Neheim (belehnt 1511) und der Else von Berstrate. 
Am 12. Dezember 1540 kam er nach dem Tode des Domherrn Alexander Morrien in den Besitz einer münsterschen Dompräbende. Im Jahre 1566 verzichtete er auf seine Pfründe und heiratete 1569 Dorothea von Galen († 1621). Aus der Ehe gingen die Söhne Diedrich (⚭ Anna von Hanxleden) und Hermann (⚭ Agnes von Raesfeld) hervor, sowie zwei Töchter, darunter Ursula von Neheim zu Niederwerries (1555–1615). Diese heiratete 1576 Jobst von Korff zu Harkotten (1620–1685) und wurde somit zur 
Urururgroßmutter der Äbtissin Francisca Lucia von Korff zu Harkotten und Störmede (1722–1799) und zur Ururururgroßmutter des Schlossbauherren Friedrich Anton Johann Nepomuk von Korff (1775–1836)